# Falkenbach
Falkenbach (in tedesco "Ruscello dei falchi") è una one-man-band viking/black/folk metal  tedesca, costituita unicamente dal suo fondatore, il tedesco Vratyas Vakyas (pseudonimo di Markus Tümmers) che attualmente vive a Düsseldorf in Germania.

## Storia
La band, fondata nel 1989, incise 7 demo, di cui solo 5 sono conosciuti. Lo stile di Falkenbach, agli inizi pesantemente influenzato dal black metal più ortodosso, è maturato nel corso dei suoi  album, sino a raggiungere uno stile molto epico e melodico.
Nei suoi ultimi tre album, per la registrazione di numerose parti strumentali, Falkenbach si è appoggiato al contributo di musicisti professionisti.
La maggior parte dei testi sono scritti in inglese, ma ce ne sono alcuni anche in norreno, latino e tedesco antico. Buona parte dei testi dell’album Asa sono scritti in antico olandese. Le canzoni trattano principalmente di racconti epici, elementi della tradizione religiosa pagana e mitologia norrena.

## Voci sull'origine
In passato sono circolate voci sulla presunta origine islandese della band, smentite però dallo stesso fondatore in una intervista del 2011, ove si definì membro di una “famiglia che è tedesca da generazioni, da almeno duecento anni”.
Lo pseudonimo Vratyas Vakyas può essere tradotto in "cercatore errante", da quello che curiosamente sembra essere sanscrito vedico.

## Membri
- Vratyas Vakyas (Markus Tümmers) - voce, altri strumenti

## Discografia
Album in studio
- 1996 - ...En Their Medh Riki Fara...
- 1998 - ...Magni Blandinn Ok Megintiri...
- 2003 - Ok Nefna Tysvar Ty
- 2005 - Heralding - The Fireblade
- 2011 - Tiurida
- 2013 - Asa

Demo
- 1989 - Havamal
- 1993 - Demo 1
- 1994 - Demo 2
- 1995 - Laeknishendr
- 1995 - Promo '95
- 1996 - ...Skinn Av Sverdhi Sol Valtiva...
- 1996 - Ásynja